# N516 (België)
De N516 is een gewestweg ten westen van Doornik, België tussen de N7 en de A17 E403. De weg heeft een lengte van ongeveer 1 kilometer en gaat over een industrieterrein. Langs de weg bevinden zich enkele kilometerpaal bordjes.
De weg dient niet verward te worden met de N516a welke in de plaats Moeskroen ligt.